# Аветисян Ашхен Мікаелівна
Ашхен Мікаелівна Аветисян (вірм. Աշխեն Միքայելի Ավետիսյան; 1920—1995) — радянський працівник сільського господарства, доярка колгоспу імені Сталіна Шаумянського району Вірменської РСР; Герой Соціалістичної Праці (1960).

## Біографія
Народилася 10 січня 1920 року в місті Раздан.
Член КПРС з 1945 року. З 1954 року працювала в колгоспі ім. 22-го з'їзду КПРС Шаумянського району Вірменської РСР.
7 березня 1960 року удостоєна звання Героя Соціалістичної Праці з врученням ордена Леніна (в ознаменування 50-річчя Міжнародного жіночого дня, за видатні досягнення у праці і особливо плідну громадську діяльність). Нагороджена медалями СРСР.
Займалася громадською діяльністю, була делегатом XXII—XXIV з'їздів КПРС і депутатом Верховної Ради Вірменської РСР VI і VII скликань.
Про Ашхен Аветисян у 1961 році знятий документальний фільм «Дочка народу» (автор сценарію — Л. Мовсесян, режисер — В. Айказян, оператор — Р. Санамян).